# Benedito Barbosa de Moraes
Benedito Barbosa de Moraes (Itaquaquecetuba, 6 de maio de 1919 - 12 de maio de 1994), conhecido como Gibi, foi um político brasileiro. Eleito prefeito em novembro de 1976 com 3.396 votos, para governar sua cidade natal entre 1977 e 1983.

## Biografia
Nascido na mesma cidade que governou, quando esta era distrito de Mogi das Cruzes, filho de João Barbosa e Rosária Isolina de Moraes. Casou com Maria Diniz de Moraes, que foi primeira-dama do município durante o seu período de governo, de cuja união concebeu dois filhos. No campo profissional, se formou contador pelo Instituto Técnico Santos Dumont, além de trabalhar no complexo industrial das Indústrias Reunidas Fábricas Matarazzo em São Paulo e por causa de sua formação, proprietário de olarias na cidade natal, antes desta receber indústrias ao longo do tempo.

## Carreira política
Antes de tornar prefeito, Gibi tentou durante a década de 50 a eleição a vereador na cidade e logo depois, em 1972, para prefeito, só que ficou em segundo lugar ao perder para o prefeito anterior, Pedro da Cunha Albuquerque Lopes. 

### Desapropriações de terras
Barbosa levou à Câmara Municipal uma série de denúncias de corrupção contra o seu antecessor, o ex-prefeito Pedro da Cunha Albuquerque Lopes (1973-1977), da ARENA, além de acusá-lo de criar “uma verdadeira indústria de desapropriações” de terrenos públicos da cidade, com o objetivo de repassá-los para grandes indústrias. Essa prática teria se apoiado em concorrências forjadas, beneficiando vereadores, dentre eles o então presidente da Câmara Municipal, Ludovico Feijó e o próprio prefeito Pedro Albuquerque. 
Na ocasião, o jornal Folha de S. Paulo chegou a destacar que o valor dos bens de Ludovico passou de 600 mil para 17 milhões de cruzeiros em apenas dois anos. No início da gestão Barbosa, 102 hortifrutigranjeiros da cidade protestaram contra a desapropriação de terras agrícolas para fins industriais e pediram que o prefeito encerrasse o processo criado na administração anterior. Ainda nesse ano, Barbosa revogou um decreto que desapropriava mais de 40 mil alqueires de terra, além de um laudo judicial da época demonstrou que se não houvesse sido revogado o decreto, Itaquaquecetuba levaria 330 anos para conseguir realizar o pagamento das desapropriações.

### Obras
Na Gestão Gibi foi construído o túnel que liga a Vila Japão à Estrada de Santa Isabel (conhecido como Buraco do Gibi, ainda existente); a pavimentação da Avenida Ítalo Adami, que liga o Centro de Itaquaquecetuba a Poá; e em 1983, foi construída a atual sede da Prefeitura, na Vila Virgínia.

### Tentativa de cassação
Apenas 3 meses após a posse, Benedito Barbosa de Moraes foi acusado pela Câmara Municipal de não honrar um contrato que cederia prédios ociosos da Prefeitura para aulas de um colégio da cidade. Então, a Câmara entra com um processo de cassação, no qual o prefeito foi absolvido. Na ocasião, Gibi acusou o processo de ser uma retaliação pelas denúncias feitas contra a gestão anterior e vereadores da época, acusados de serem subornados por não terem rejeitado nenhum projeto de Pedro durante o período em que comandara.